# Vivian Balakrishnan

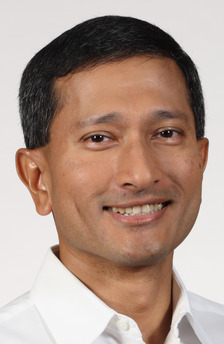
Vivian Balakrishnan (2010)

Vivian Balakrishnan (Tamilisch: விவியன் பாலகிருஷ்ணன்; * 25. Januar 1961 in Singapur) ist der amtierende Außenminister von Singapur und ein Parlamentarier der Regierungspartei People’s Action Party (PAP).

## Biografie
Balakrishnan wurde 1961 als Sohn eines indischstämmigen tamilischen Vaters und einer chinesischstämmigen Mutter geboren. Er absolvierte seine Grund- und Sekundarschulbildung an der Anglo-Chinese School, bevor er ans National Junior College ging. Nach seinem Abschluss am Junior College 1980 studierte er Medizin an der National University of Singapore. Er war zwei Amtszeiten der Präsident der NUS Student Union und diente später als Vorsitzender des Gewerkschaftsrates. Er entschied sich nach dem Abschluss seines Studiums für eine postgraduale Spezialisierung in Augenheilkunde und wurde 1991 Fellow des Royal College of Surgeons in Edinburgh. Von 1993 bis 1995 arbeitete er zwei Jahre lang als Augenarzt am Moorfields Eye Hospital in London, bevor er sich entschloss nach Singapur zurückzukehren und am Singapore National Eye Centre und dem National University Hospital zu arbeiten. Er war auch Geschäftsführer des Singapore General Hospital. Er diente von 1999 bis 2002 in den Streitkräften Singapurs.
Balakrishnans politische Karriere begann 2001 als Abgeordneter der PAP für den Wahlkreis Holland-Bukit Panjang, den er bis heute vertritt. Im Jahr 2002 wurde Balakrishnan zum Staatsminister im Ministerium für nationale Entwicklung ernannt. Von 2004 bis 2011 amtierte er als Minister für Gemeindeentwicklung, Jugend und Sport im Kabinett von Lee Hsien Loong. Von 2004 bis 2008 war er zudem Vorsitzender der PAP-Jugendorganisation (Young PAP). Am 21. Mai 2011 wurde er schließlich zum Minister für Umwelt und Wasserressourcen ernannt, nachdem er seinen Wahlkreis bei der Parlamentswahl 2011 verteidigen konnte.
Nach den Parlamentswahlen 2015 wurde Balakrishnan schließlich zum Außenminister befördert. Vom 25. Februar bis zum 5. April 2019 war er zusätzlich Verkehrsminister.

## Persönliches
Er ist mit Joy Balakrishnan verheiratet und ist der Vater von einer Tochter und drei Söhnen.